# Smolensk
Smolensk (en rus Смоле́нск,   [smɐˈlʲensk]) és una ciutat de l'oest de Rússia, capital de l'óblast de Smolensk, situada al costat del riu Dnièper. Aquesta ciutat envoltada de murs, que es troba a 360 kilòmetres al sud-oest de Moscou, ha estat destruïda diverses vegades durant la seva llarga història. Durant les invasions de Napoleó i Hitler, Smolensk estava en les seves rutes. Avui dia és una ciutat industrial especialitzada en productes electrònics, tèxtils i alimentaris. El nom de la ciutat deriva del rierol Smolnya, el nom del qual no està tan clar: podria ser la paraula en antic eslau per anomenar el txernozem (чернозём) o sòl negre, que probablement acoloria les seves aigües. També s'ha proposat un altre origen en el mot rus smola, que tant vol dir "resina" com "quitrà". La zona està envoltada de pins, i fou un cop processadora exportadora de resina.

## Història

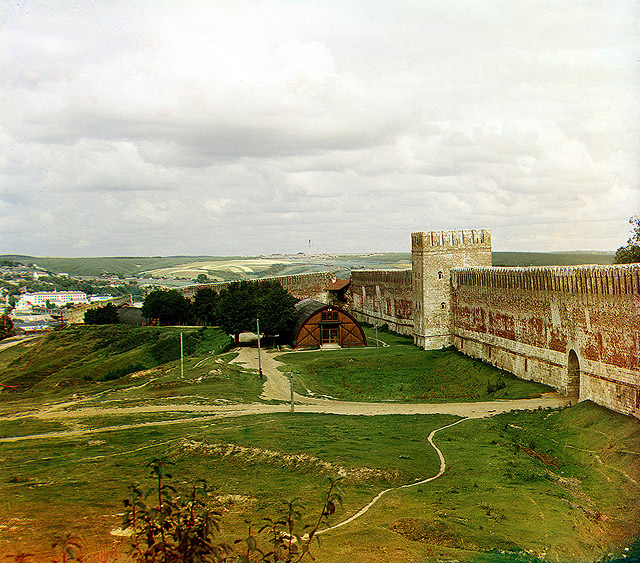
Kremlin de Smolensk

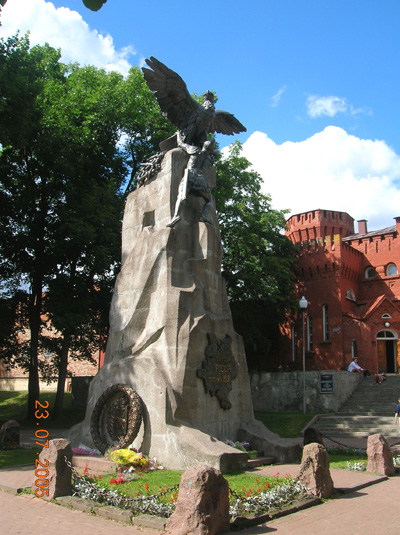
Monument de les Àligues

### Orígens medievals
Smolensk es troba entre les ciutats russes més antigues. La primera menció escrita que es conserva de la ciutat és de l'any 863, dos anys després de la fundació de la Rússia antiga. Segons la Crònica Primària, la ciutat, probablement aleshores situada a les excavacions de Gnezdovo, era la capital dels krívitxs eslaus el 882 quan Oleg la va conquerir durant la seva travessia de Nóvgorod a Kíev. Dues dècades abans la ciutat ja era coneguda, com demostra la decisió dels cabdills variags Askold i Dir de no atacar-la al creure's incapaços de derrotar una ciutat de la seva mida.
El primer cronista estranger en mencionar Smolensk va ser l'emperador Constantí VII en Sobre l'administració de l'imperi (c. 950) com a ciutat clau en l'anomenada ruta dels varegs als grecs. Suposadament hauria estat en aquesta ciutat on arranjaven les seves barques amb la resina i el quitrà que s'hi produïa.

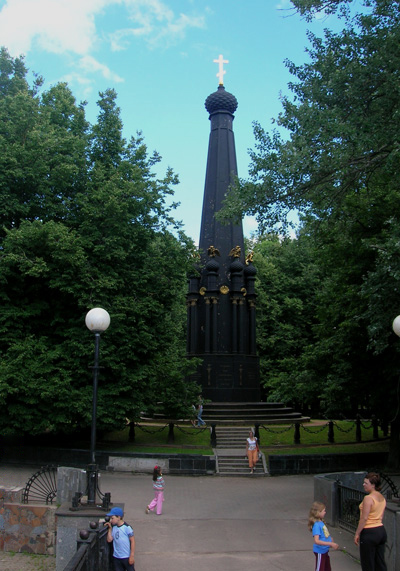
Monument dels Defensors de la Ciutat

El principat de Smolensk es va fundar cap al 1054, i es va desenvolupar molt ràpidament gràcies a la seva posició central en les terres russes. Cap al segle xii el principat era un dels que posseïen més poder a Europa de l'Est, tant que de fet la dinastia de Smolensk estava al tron del Principat de Kíev o Rus' de Kíev. D'aquesta època són les nombroses esglésies de la ciutat, incloent-hi les de Sant Pere i Sant Pau (1146, reconstruïdes després de la Segona Guerra Mundial) i de Sant Joan Baptista (1180, així mateix reconstruïda), i la més admirable, la Svirskaia (del 1197, encara en peu), considerada la més bella construcció a l'est de Kíev.

### Entre Rússia, Lituània i Polònia
Es va salvar de la invasió mongòlica del 1240, però va haver de pagar tribut a l'Horda d'Or, i va arribar fins i tot a esdevenir una penyora per acabar amb la disputa entre Lituània i el Principat de Moscou. El darrer dels seus sobirans va ser Jordi de Smolensk, durant el nefast regne del qual va ser envaïda per Vytautas el Gran de Lituània en tres ocasions: 1395, 1404 i 1408. En ser incorporada al Gran Ducat de Lituània, alguns dels boiars de la ciutat es varen traslladar a Vílnius, mentre que els descendents dels seus prínceps governants fugiren a Moscou.
Amb una població de desenes de milers d'habitants, Smolensk era amb tota probabilitat la ciutat més gran de la Lituània del segle xv, i tres dels seus regiments varen ser decisius durant la batalla de Grunwald contra l'Orde Teutònic. La reconquesta russa de Smolensk per part de Vassili III de Moscou en 1514 durant les guerres moscovito-lituanes va ser un cop duríssim contra els lituans. Per commemorar aquest fet, el tsar va fundar el Monestir de Novodévitxi a Moscou i el va dedicar a la icona de la Mare de Déu de Smolensk.
Per tal d'estalviar-se futurs atacs de la República de les Dues Nacions lituano-polonesa, Borís Godunov va fortificar la ciutat. El kremlin de pedra de Smolensk, construït de 1597 a 1602 és encara el més gran de Rússia, amb els seus amplíssims murs i un bon nombre de torres de guaita. Aquests esforços, malgrat tot, no varen poder evitar la invasió lituano-polonesa el 1611 després d'un setge de 20 mesos que havia començat el 1609, durant les Dimitríades, i aprofitant l'interregne rus. Un Principat de Moscou afeblit va cedir el territori de Smolensk a la República de les Dues Nacions a la Pau de Deulino i durant tres anys fou la capital del voivodat de Smolensk.
Per tal de recobrar la ciutat, el principat moscovita va començar l'anomenada Guerra de Smolensk contra la República el 1632, però va ser vençut pel rei Ladislau IV Vasa i la ciutat va romandre en mans poloneses. El 1633 el bisbe oriental Lew Kreuza hi va traslladar la seva residència, que més endavant esdevindria l'església ortodoxa de Santa Bàrbara. Les hostilitats no s'acabaren aquí: el 1654 va començar una altra guerra entre Rússia i Polònia, aprofitant l'afebliment dels polonesos per la rebel·lió dels cosacs ucraïnesos i la invasió sueca o "Diluvi". Després de patir un altre setge, els russos prengueren la ciutat novament amb la fugida dels batallons polonesos. A la Pau d'Andrússovo de 1667 la República de les Dues Nacions va renunciar a qualsevol exigència sobre Smolensk.

### Història moderna
Smolensk ha estat de sempre un lloc especialment venerat pels russos, no només per la seva catedral, que conté una icona ortodoxa atribuïda a Sant Lluc o el seu lloc estratègic per a la defensa de Moscou. La catedral de l'Assumpció va ser un projecte que trigà més d'un segle en ser finalitzat. El 1708 va esdevenir la capital d'una gubèrnia.
L'agost de 1812 dos dels exèrcits més grans de la història van lluitar a la ciutat, i durant la batalla de Smolensk (1812), Napoleó hi va entrar, tal com descriu Lev Tolstoi a Guerra i Pau. Hi van morir uns 30.000 homes. El 1912 s'hi van instal·lar monuments militars i de les Àligues per commemorar el centenari de la desfeta de Napoleó.
Just després de la Revolució d'Octubre, quan Belarús encara es trobava en mans alemanyes, Smolensk va esdevenir un centre important per a la vida política i intel·lectual belarussa, tot i ser part política de Rússia. El 1918 les forces d'ocupació alemanyes la van declarar el governadorat de Smolensk part constituent de la República Popular Belarussa, el qual només va ser efectiu durant un any. El 1919 el govern de la República Popular Belarussa es va traslladar a Minsk des de Smolensk quan els intervencionistes polonesos hagueren abandonat la capital belarussa.
Durant la Segona Guerra Mundial Smolensk tornà a ser l'escenari d'una de les seves més grans batalles, la batalla de Smolensk (1941). Dos anys més tard l'exèrcit rus inicià una ofensiva per eliminar la presència de l'exèrcit alemany a la zona, en la denominada batalla de Smolensk (1943). Més del 93% de la ciutat va quedar destruït arran del conflicte i l'antiga icona va desaparèixer per sempre. Va ser declarada ciutat heroica després de la guerra.

## Fills il·lustres
- Vyatxeslav Stepanov (1889-1950), matemàtic i professor de la universitat de Moscou
- Al·la Xélest (1919-1998), ballarina, coreògrafa i professora de ballet.

## Demografia
| Any      | 1897   | 1899   | 1926   | 1939    | 1959    | 1970    | 1975    | 2005    |
| -------- | ------ | ------ | ------ | ------- | ------- | ------- | ------- | ------- |
| Població | 46.900 | 56.400 | 79.000 | 157.000 | 147.000 | 211.000 | 250.000 | 316.500 |

## Economia
La ciutat és un important nus ferroviari i un destacat centre comercial, cultural i industrial. En la seua indústria predominen els productes per a la construcció de carreteres, la maquinària, els tèxtils i els productes alimentaris.